# Ganmodoki
Il ganmodoki (雁擬き?, in hiragana: がんもどき, detto anche ganmo) è un piatto tipico della cucina giapponese. Si tratta di un tofu fritto a base di verdure, uova e semi di sesamo bianco, consumato anche in brodo e spesso in un oden.

## Etimologia
Il significato del termine ganmodoki, ovvero "pseudo-oca", deriva dal suo sapore, che ricorda vagamente quello dell'oca.

## Varianti
Come spesso accade per la cucina giapponese, il nome cambia a seconda del luogo; nella regione del Kansai, questo piatto prende il nome di hiryouzu.